# Guantanamera
Guantanamera é uma das mais célebres canções da música cubana, uma adaptação de uma música de domínio público feito por Joseíto Fernandez (José Fernãndez), Juliám Orbón adaptou um poema de José Martí. Música datada de 1963 é uma das gravações do grupo The Sandpipers. 
Guantanamera é o gentílico (feminino) para as pessoas que nasceram na província cubana de Guantánamo (Cuba). E guajira guantanamera pode significar o ritmo musical "a guarija de Guantánamo".
No Brasil, foi regravada por vários grupos, como Tarancón e Raíces de América. Em Portugal, foi regravada pela banda rock UHF em 1998 no álbum Rock É! Dançando Na Noite. 